# Stanley Walpole
Stanley Walpole (Melbourne, 1886 – Melbourne, 14 marzo 1968) è stato un attore australiano che, iniziata la sua carriera in Australia, lavorò poi negli Stati Uniti all'epoca del muto.
Attore teatrale, lavorò anche nel cinema. Nel 1912, si trasferì negli Stati Uniti, diventando uno dei primi attori australiani ad avere successo in America, diventando uno dei nomi di punta della Eclair Company.

## Filmografia
- It Is Never Too Late to Mend, regia di W.J. Lincoln - cortometraggio (1911)
- Captain Starlight, or Gentleman of the Road, regia di Alfred Rolfe (1911
- Moora Neya, or The Message of the Spear, regia di Alfred Rolfe (1911)
- What Women Suffer
- Cooee and the Echo, regia di Alfred Rolfe - cortometraggio (1912)
- The Cheat, regia di Alfred Rolfe - cortometraggio (1912)
- Whose Was the Hand?, regia di Alfred Rolfe - cortometraggio (1912)
- London Assurance, regia di Lawrence B. McGill - cortometraggio (1913)
- Half a Chance, regia di Oscar Apfel - cortometraggio (1913)
- Death's Short Cut - cortometraggio (1913)
- A Rural Romance - cortometraggio (1913)
- The Wager, regia di Lawrence B. McGill - cortometraggio (1913)
- Rosita's Cross of Gold - cortometraggio (1913)
- Between Home and Country - cortometraggio (1913)
- The Dollar Mark, regia di O.A.C. Lund (1914)
- The Clown's Daughter, regia di Edgar Lewis - cortometraggio (1913)
- The Flirt - cortometraggio (1913)
- Hearts - cortometraggio (1913)
- The Crimson Trail, regia di Winthrop Kelley - cortometraggio (1916)
- The Alibi, regia di Paul Scardon (1916)
- The Mantle of Deceit, regia di Robert F. Hill - cortometraggio (1916)
- Ashes, regia di Robert F. Hill e John McDermott (1916)
- It Didn't Work Out Right, regia di Robert F. Hill (1916)
- The Girl Who Didn't Think, regia di William F. Haddock (1917)
- The Seeds of Redemption, regia di Robert F. Hill - cortometraggio (1917)
- No Story, regia di Thomas R. Mills (1917)
- The Other Man, regia di Paul Scardon (1918)
- The Liar – cortometraggio (1918)
- A Game with Fate, regia di Paul Scardon (1918)
- Peg o' the Sea, regia di Eugene Nowland (1918)
- Fortune's Child, regia di Joseph Gleason (1919)
- The Price of Innocence, regia di Frank Kugler (1919)
- In Walked Mary, regia di George Archainbaud (1920)
- A Woman's Business, regia di B.A. Rolfe (1920)
- The Trail of the Cigarette, regia di Tom Collins (1920)
- The Triple Clue
- The Sport of the Gods, regia di Henry J. Vernot (1921)
- The Valley of Lost Souls
- The Devil's Partner, regia di Caryl S. Fleming (1923)